# 前田利益
前田利益（まえだ とします，1533年—1612年）（另有生於天文10年（1541年）一說），日本戰國時代中後期的武將，幼名宗兵衛，本名利益（利太），通稱前田慶次/慶次郎，瀧川一益之兄瀧川益氏之庶男（另有一益之子一說）。生於尾張海東郡荒子部的寒村，因前田家家督前田利久體弱無子，幼年過繼給利久當養子，雖然因此成為前田利家之侄子，但其實慶次年齡比利家大。
前田慶次以其奇裝異行著稱，是傾奇者的代表性人物，沒有血緣關係的叔父利家年輕時也是一名傾奇者，上杉藩一代名將。

## 青年時期
永祿十年（1567年），織田信長命令前田利久讓出家督之位給前田利家，並在命令書上寫道：「利久子嗣中有傾奇者（慶次），對將來繼承家督無所用，又左衛門（利家）自幼追隨我學習武士道，而且立功無數，家督之位由又左衛門繼承才符合正理。」這是信長為了透過利家來支配前田家，雖然利久本人沒有異議，但此人事命令一出馬上激化利久家臣與利家的衝突，個性溫厚的利久決定離開織田家，利益也跟著養父一起離開。
根據《米澤人國記》的記載，利益於1567年-1582年期間到了京都與關白一條兼冬及右大臣西園寺公朝的屋敷活動，學習文學、音樂，又聽學大納言三條公光講解源氏物語及伊勢物語、向名茶道家千利休學者茶道，更學懂亂舞、猿樂、笛吹、太鼓的舞技，且向連歌第一大師紹巴學習連歌、俳句和歌等藝文。以此可研判利久一家最後定居京都，而且過著相當優渥的生活(不然慶次也沒辦法去學這些風雅事物)，有說法認為信長有派發補償金或利家暗中接濟讓利久一家老小衣食無憂。
天正十年（1583年），成為加賀國主的利家把利久請回前田家照顧，利家給與利久七千石知行，而利久將其中五千石分予利益。同年，利益獲利家封為阿娓城城主。
天正十九年（1591年），因與利家不和及養父利久去世數年之故，利益決定出走，離開時妻子兒子都沒帶上獨自一人離開。利家得知後大為憤怒，並揚言追殺利益。離家後的利益再入京都，於各大名及貴族的屋敷間出入，同時在京都遇上了一生中的摯友直江兼續，兩人一見如故，不時往來。

## 晚年時期

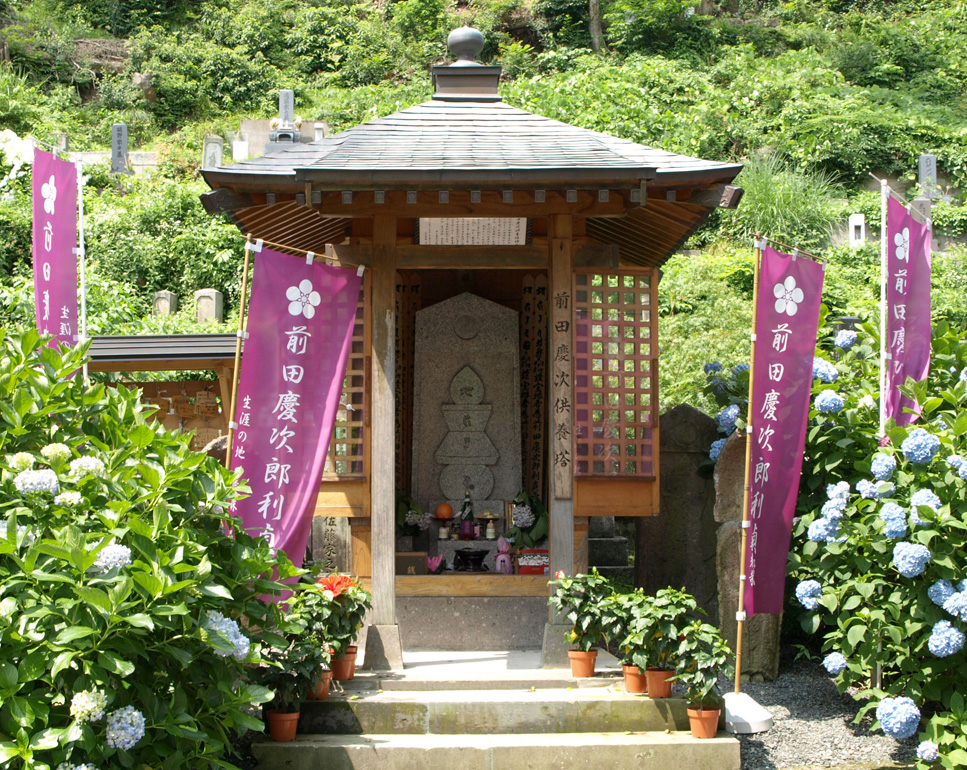
米沢市堂森善光寺の供養塔

慶長三年（1598年），直江兼續極力推薦利益予上杉景勝，據《上杉將士書‧上》記載，當時的利益自稱名為「穀藏院了齋」，有趣的是當時為盛夏，利益卻穿著厚衣，據說當時景勝見到後，驚言：「此果為傾奇者也！」。景勝以低於慶次過往俸祿之一千石聘用之，利益慨然受之。
慶長三年（1598年）八月，豐臣秀吉病死，德川家康受秀吉托孤輔政，居五大老之首，權傾天下並逐漸掌握天下號令之實。慶長五年（1600年），德川家康向上杉家用兵（用兵之意有為誘使石田一派明反之說），大軍直指會津，但由於石田三成於畿內起兵，家康遂於九月十五日引兵返關原與石田一派所組之西軍決戰（是為關原之戰），而上杉家則趁勢轉向對最上義光用兵期欲擴大版圖，就在包圍長谷堂城時，收到東軍勝利的消息，此時在攻擊最上義光的直江兼續不得不撤退（長谷堂城撤退戰）。總大將直江兼續命前田慶次與水原親憲擔任上杉家殿後軍以換取撤退時間。由於直江兼續精妙的指揮調度，幾番交鋒後，成功抵禦最上軍追擊，此役前田慶次率領上杉騎兵十七人，衝殺義光本陣，逼得義光撤退,使前田慶次一戰成名。
關原之戰後，上杉家降伏於家康，領地由原有的一百二十萬石，被減封僅餘米澤三十萬石，據聞當時利益與景勝、兼續上京，並得到家康的接見。另據聞當時諸多大名有意招攬利益，惟皆一一被利益所拒。上杉家由於領地大減，無力支付高俸，僅以五百石俸給聘用前田慶次，前田慶次不以為意。慶長六年（1601年），前田慶次到達上杉領地米澤，於途中完成了描寫民風民俗的「前田慶次道中日記」，成為研究當時民情風俗非常有用的史料。前田慶次移往米澤後，定居於堂森山東北的無苦庵，終日看花賞月，與近鄰住民相處融洽，不時參加宴會祭典。其間作成「無苦庵記」，記末前田慶次寫道「當生活時當生活，當要死時當點綴，不為煩惱動一眉，不為俗事怨一言。」，可見其處世之人生觀。
慶長十七年（1612年）六月四日，一代戰國傾奇者前田慶次於米澤病逝，葬於堂森善光寺。保留甲胄、朱槍及和歌五首，收錄於「龜岡文殊奉納詩歌百首」中。其子正虎未與前田慶次一同出奔繼續留在前田家，從利家家臣到江戶時代成為加賀藩藩士。利益雖為傾奇者，然實為文武雙全之才，連歌、音樂等藝術才華皆名冠當世。縱然其行為特立獨行，然獲景勝讚以「大剛之大將」之稱，足以表達前田慶次一生真實的寫照。

## 系譜
- 妻：前田安勝女
- 子：前田正虎

## 相關作品
小說
- 一夢庵風流記（讀賣新聞、隆慶一郎著）
- 風流戰國武士（文松堂、海音寺潮五郎著）

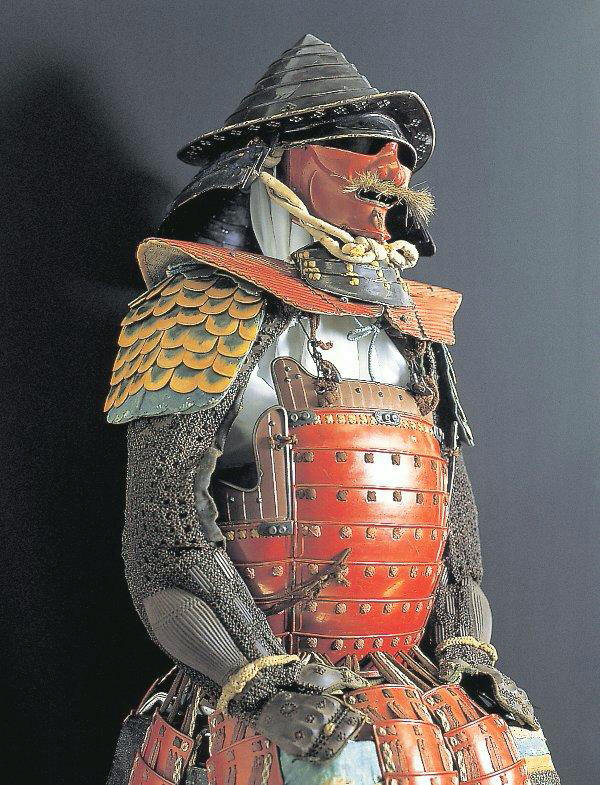
伝前田利益所用　紫糸威朱漆塗五枚胴具足（米泽市宮坂考古館所蔵）

- 戰國風流（PHP研究所、村上元三（日语：村上元三）著）
- 叛旗兵（角川書店、山田風太郎著）
- 傍若無人劍（河出書房新社、南條範夫（日语：南條範夫）著）
- 丹前屏風（啓明社、大佛次郎著）
- 前田慶次郎：天下無雙的傾奇者（PHP研究所、近衛龍春（日语：近衛龍春）著）
- 慶長疾風錄（學研、伊藤浩士（日语：伊藤浩士）著）
- 怒濤之慶次（寶島社、中村朋臣著）

影視劇
- 亂暴大名（1959年、東映、演：市川右太衛門）
- 利家與松（2002年、NHK大河劇、演：及川光博）
- 傾奇者慶次（日语：かぶき者 慶次）（2015年、NHK、演：藤龍也）

舞台劇
- 風流夢大名（1995年、明治座、演：高橋英樹）
- 花之武將 前田慶次（2010年、大阪松竹座（日语：大阪松竹座）、演：片岡愛之助）
- 一夢庵風流記 前田慶次（2014年、寶塚雪組公演、演：壯一帆）

漫畫
- 花之慶次（集英社、隆慶一郎作・原哲夫畫）
- 義風堂堂 直江兼續～前田慶次月語～（新潮社、原哲夫、堀江信彦作・武村勇治（日语：武村勇治）畫）
- 女忍紅騎兵（講談社、山田風太郎作・瀨川雅樹（日语：せがわまさき）畫）

遊戲
- 信長之野望系列（光榮）
- 戰國無雙系列（光榮、配音：上田祐司）
- 無双OROCHI系列（光榮、配音：上田祐司）
- 太閤立志傳系列（光榮）
- 信喵之野望（光榮）
- 戰國BASARA（CAPCOM、配音：森田成一）
- 貓咪大戰爭
- 美男戰國 - 穿越時空之戀，配音：澤城千春

## 相關連結
- 直江兼續
- 前田利家
- 芳春院（阿松）
- 上杉景勝